# Isaac López Mendizábal
Isaac López Mendizábal (Tolosa (Guipúzcoa), 11 de abril de 1879 - Tolosa, 27 de febrero de 1977) fue un historiador, intelectual, impresor, editor y político del País Vasco, España, presidente del máximo órgano del Partido Nacionalista Vasco (PNV), el Euzkadi Buru Batzar (EBB), de 1931 a 1935. Era hijo de Eusebio López Martínez.
Doctor en Filosofía y Letras y Derecho y licenciado en Ciencias Empresariales en la Universidad de Deusto, fue un destacado militante del PNV, cuya dirección presidió en buena parte del periodo de la Segunda República. Fue concejal en su ciudad natal, elegido en 1931.
Tras la ocupación del País Vasco por las tropas franquistas, se exilió en Francia mientras que su numerosa biblioteca era saqueada y quemada por las tropas ocupantes. Más tarde emigró a Argentina, donde se estableció y fundó la editorial Ekin junto con Andrés de Irujo, ocupando una cátedra de Derecho en la Universidad de Buenos Aires hasta su regreso a España en 1965 para trabajar en una imprenta de su propiedad.
Fue autor de numerosos estudios históricos, miembro del grupo que creó la Real Academia de la Lengua Vasca y un defensor del euskera que reflejó en la publicación de diccionarios y manuales para su aprendizaje.

## Obras
- Cantabria, la guerra cantábrica y el País Vasco en el tiempo de Augusto (tesis doctoral en Filosofía y Letras).
- Fueros de Guipúzcoa (tesis doctoral de derecho).
- Aita Santu amargarren Pio'ren doctriña laburra (1904)
- Manual de conversación castellano-euskera (1908)
- Diccionario vasco-castellano (1916)
- Xabiertxo
- El tebeo "Poxpolin" (1935)
- La Lengua Vasca, Gramática. Conversación, Diccionario (1943)
- Breve Historia del País Vasco (1946)
- Gramática abreviada (1954)